# Povijesna jezgra Trogira
Povijesna jezgra Trogira smještena je na otočiću između kopna i otoka Čiova.
U njoj je do danas ostala sačuvana srednjovjekovna struktura utvrđenoga grada. Na glavnom je trgu Crkva Svetog Lovre